# José Carvalho Ferreira
José Carvalho Ferreira (Rio de Janeiro (estado), 1 de fevereiro de 1905 – 18 de outubro de 1995) foi um médico brasileiro.
Doutorado em medicina pela Faculdade de Medicina do Rio de Janeiro em 1931. Foi eleito membro da Academia Nacional de Medicina em 1962, sucedendo Heraclides César de Souza Araújo na Cadeira 60, que tem Nuno Ferreira de Andrade como patrono.